# Георг Фридрих фон Валдердорф
Георг Фридрих фон Валдердорф (на немски: Georg Friedrich von Walderdorff; * 18 септември 1618; † 13 юли 1672) е фрайхер от род Валдердорф от Рейнланд.
Той е син (от 14 деца) на Йохан Петер фон Валдердорф (1575 – 1635), господар в Молзберг и Изенбург, и съпругата му Мария Магдалена Грайфенклау цу Фолрадс (1595 – 1678), дещеря на Дитрих фон Грайфенклау цу Фолрадс (1549 – 1614) и Аполония фон Райфенберг (1553 – 1601). Внук е на Вилхелм фон Валдердорф (1542 – 1612) и Доротея Фрай фон Дерн († 1618). Майка му е сестра на Георг Фридрих фон Грайфенклау цу Фолрадс, княжески епископ на Вормс (1616 – 1629), курфюрст-архиепископ на Курфюрство Майнц (1626 – 1629) и ерцканцлер на Свещената Римска империя.
По-малък брат е на Вилдерих фон Валдердорф (1617 – 1680), княжески епископ на Виена (1669 – 1680). Брат му Йохан Филип фон Валдердорфф (1620 – 1689) е също духовник, и домхер в Шпайер и Трир.
От 17 век фамилията резидира в дворец Молзберг в Херцогство Насау.
Георг Фридрих фон Валдердорф умира на 13 юли 1672 г. на 53 години и е погребан в градската църква в Лимбург.

## Фамилия
Георг Фридрих фон Валдердорф се жени на 7 февруари 1644 г. за фрайин Йохана Елизабет Фрай фон Дерн (* 1618; † 16 април 1658), дъщеря на фрайхер Филип Вилхелм Фрай фон Дерн († 1625) и Катарина фон дер Фелс († 1630). Те имат седем деца:
- Мария Магдалена Филипина фон Валдердорф (* 12 февруари 1645; † 5 февруари 1707), омъжена на 4 Оцт 1661 г. за фрайхер Филип Карл Каспар фон Бикен, господар на Хайн († 11 октомври 1686)
- Филип Вилдерих фон Валдердорф (* 4 ноември 1647; † 30 юли 1699)
- Ернст Емерих фон Валдердорф (* 28 март 1650; † 4 март 1651)
- дъщеря (* 4 февруари 1652; † 4 февруари 1652)
- Вилхелм Райнхарт фон Валдердорф (* 2 февруари 1653; † 23 април 1708)
- Карл Лотар фон Валдердорф (* 22 януари 1656; † 8 февруари 1722), женен за фрайин Анна Катарина фон Кеселщат (* 5 януари 1671; † 1 август 1733); имат 16 деца
- дете (* 19 ноември 1657)

Георг Фридрих фон Валдердорф се жени втори път на 14 февруари 1659 г. за Маргарета Елизабет фон Зикинген-Шалоденбах (* 1633; † 8 юли 1668), дъщеря на Еберхард фон Зикинген-Оденбах-Шалоденбах († ок. 1650/1654) и Мария Урсула фон Флерсхайм († 1640). Бракът е бездетен.